# Elecciones de Aquitania de 2004
Las elecciones regionales en la región de Aquitania (Francia) se celebraron en el 2004. En esta región ganó Alain Rousset (que se presentaba como líder de la coalición del Partido Socialista y de los Verdes.
| Candidato        | Partido  | Primera ronda | %    | Segunda ronda | %    |
| ---------------- | -------- | ------------- | ---- | ------------- | ---- |
| Alain Rousset    | PS-Verts | 516 392       | 38,4 | 769 583       | 54,8 |
| Xavier Darcos    | UMP      | 247 232       | 18,4 | 469 382       | 33,5 |
| Jaques Colombier | FN       | 153 859       | 11,4 | 164 047       | 11,7 |
| François Bayrou  | UDF      | 215 796       | 16,1 | -             | -    |
| Otros            | -        | 210 635       | 15,7 | -             | -    |
| Total            | -        | 1 343 904     | -    | 1 403 012     | -    |

- Datos: Q5827577